# جايمي باتريسيو راميريز
جايمي باتريسيو راميريز (بالإسبانية: Jaime Patricio Ramírez) (3 مارس 1967 بسانتياغو في تشيلي - ) هو لاعب كرة قدم تشيلي في مركز الوسط. شارك مع منتخب تشيلي لكرة القدم. أما مع النوادي، فقد لعب مع كولو-كولو ونادي أونيفرسيداد دي تشيلي ونادي سيون ويونيون إسبانيولا ونادي موريليا الرياضي وطوروس نيزا ونادي كونسيبسيون ‏.

## وصلات خارجية
- جايمي باتريسيو راميريز على موقع قاعدة بيانات كرة القدم.إي يو (الإنجليزية)
- جايمي باتريسيو راميريز على موقع ناشيونال فوتبول تيمز (الإنجليزية)
- جايمي باتريسيو راميريز على موقع عالم كرة القدم.نت (الإنجليزية)